# Коста Јоановић
Коста Јоановић (Вршац 1892 — Вршац 1963) је бивши југословенски атлетски репрезентативац, специјалиста за бацање кугле. По занимању је био грађевински инжењер.
Школовао се у Вршцу, Будимпешти и Загребу. Учествовао је у многим атлетским такмичењима као члан ХАШКа из Загреба, а касније АК Железничара и АК Обилића из Великог Бечкерека (данас Зрењанина).
Први југословенски рекорд у бацању кугле са две руке, поставио је 1920. у Загребу, а други 1921. у Великом Бечкереку.
Био је члан прве атлетске репрезентације Краљевине Југославије 1922. у Београду, исте године на тромечу у Прагу и 1925. на такмичењу пет земаља у Бечу.
Од 1922 — 1925. био је председник Војвођанског лакоатлетског подсавеза. Носилац је златне спомен-плакете Атлетског савеза Југославије 1952.